# Геноцид джунгар
Геноцид джунгар (кит. 準噶爾滅族, букв. истребление джунгарского племени) — массовое истребление ойратского населения. Император Цяньлун приказал устроить геноцид из-за восстания под руководством лидера джунгар Амурсаны. Геноцид был устроен маньчжурскими генералами Цинской армии и был поддержан уйгурами восставшими против джунгарского правления.
Джунгарское ханство было конфедерацией нескольких ойрат-монгольских племён исповедовавших тибетский буддизм. Это государство было основано в первой половине XVII века и было последней великой кочевой империей в Азии. После смерти коренного населения Джунгарии Цинское правительство начало переселять туда китайцев-хань, хуэй, уйгуров и восьми знамённые войска что бы заселить регион заново.

## Предыстория конфликта

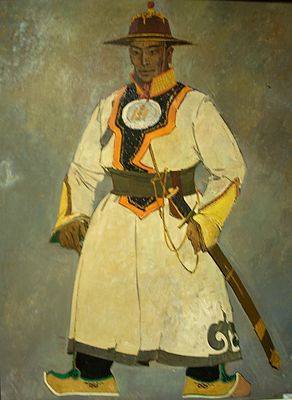
Лидер джунгар Амурсана

На протяжении более чем полувека между джунгарами и маньчжурами вспыхивали войны за гегемонию в Халхе и контроль над Тибетом.
Джунгары населяли территории, простирающейся от западного конца Великой Китайской стены до современного восточного Казахстана и от современной северной Киргизии до южной Сибири (большая часть которой расположена в современном Синьцзяне). Созданное ими кочевая империя было последним государством представлявшим реальную угрозу Китаю, что они и делали с начала XVII века до середины XVIII века. Им удалось ввести в действие общеимперскую систему законов и политик, чтобы повысить использование ойратского языка в регионе.
После нескольких войн, начавшихся ещё в 1680-е годы, джунгары в конце концов были покорены маньчжурской Империей Цин в конце 1750-х годов. После завоевания Джунгарии, цинское правительство планировало разделить её на четыре улуса, в каждом из которых был бы свой правитель. Амурсана, ранее выступавший на стороне маньчжуров и почувствовавший себя обманутым Империей Цин, отверг договоренности и восстал, потому что хотел быть лидером объединённой джунгарской нации. Затем разгневанный император Цяньлун издал приказ об искоренении всей джунгарской нации. Маньчжурские знамённые войска получали джунгарских женщин и детей в качестве рабов. Остальные джунгары должны были быть убиты.
Нойон Халхи Чингунжав тайно вступил в сговор с Амурсаной, чтобы восстать против Цин в 1755 году. Затем Чингунжав начал антиманьчжурское восстание во Внешней Монголии в 1756 году, но оно было подавлено в 1757 году. После подавления восстания Чингунжав с родственниками был перевезен в Пекин и казнён. Император Цяньлун приказал Восьми маньчжурским знаменам завоевать джунгар.

## Политика истребления

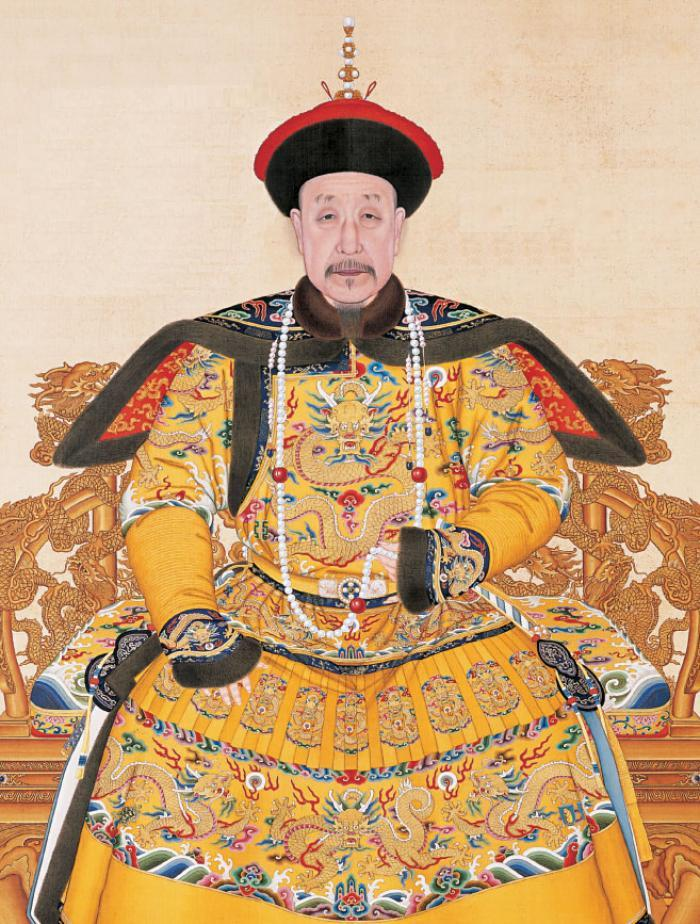
Император Цяньлун

Император Цяньлун дал следующие указания в переводе Питера К. Пердью:

«Не проявлять милосердия ко всем этим мятежникам. Лишь жизни стариков и больных могут быть сохранены. Наши предыдущие военные компании были слишком мягкими. Если мы будем действовать как раньше и выведем свои войска, возникнут новые проблемы.
Если мятежник схвачен и его последователи желают сдаться в плен, то он должен лично прийти в гарнизон, пасть к ногам командиру и просить о капитуляции. Если же он посылает кого-то вместо себя что бы попросить капитуляции, это безусловно уловка. Скажите Чингунжаву что бы он расправился с этими коварными джунгарами. Не верьте ни единому их слову».
Количество жертв составляет около 420 000—480 000 человек, что составляло 70—80 % численности джунгар, умерших от болезней и военных действий, что Майкл Кларк описывает как «полное уничтожение не только джунгарского государства, а джунгар как народа». По словам цинского учёного Вэй Юаня (1794—1857), джунгарское население до завоевания составляло около 600 000 человек в 200 000 домашних хозяйствах. Вэй Юань писал, что около 40 процентов джунгар погибли от оспы, 20 процентов бежали в Россию или к казахским племенам, а 30 процентов были убиты маньчжурскими знамёнными войсками. На несколько тысяч ли не осталось юрт, кроме сдавшихся. Согласно русским источникам, все мужчины, женщины и дети джунгар были убиты маньчжурскими войсками. Ушли годы, что бы численность населения Джунгарии возросла вновь.
Император Цяньлун отверг более ранние идеи о том, что только ханьцы могут быть подданными Китая и только земли ханьцев могут считаться частью Китая, вместо этого он предложил считать Китай многонациональным государством. Это не отражает понимание Китая нашей династией, а представляет собой понимание более ранних династий Хань, Тан, Сун и Мин. Миграция ханьцев в Синьцзян была разрешена императором Цяньлуном, который также дал китайские названия городам взамен монгольских. Конфуцианские названия были даны императором городам и городам Синьцзяна, например «Дихуа» для Урумчи в 1760 году.
Император Цяньлун изображал свое завоевание Синьцзяна в официальных работах как реставрацию и восстановление достижений Хань и Тан в регионе. Правительство империи Цин оправдывало свое завоевание, утверждая, что границы эпохи Хань и Тан восстанавливаются, и отождествляя величие и власть Хань и Тан с Цин.